# Sphenomorphus orientalis
Sphenomorphus orientalis — вид сцинкоподібних ящірок родини сцинкових (Scincidae). Ендемік М'янми.

## Поширення і екологія
Sphenomorphus orientalis мешкають в горах Чин на заході М'янми. Вони живуть в гірських вічнозелених широколистяних лісах, серед опалого листя.